# Дулова Вес
Дулова Вес (слч. Dulova Ves) насељено је мјесто са административним статусом сеоске општине (слч. obec) у округу Прешов, у Прешовском крају, Словачка Република.

## Становништво
| Година:    | 1994. | 2004.    | 2014.    | 2024.     |
| ---------- | ----- | -------- | -------- | --------- |
| Број људи: | 532   | 612      | 870      | 1870      |
| Разлика:   |       | +15,03 % | +42,15 % | +114,94 % |

| Година:    | 2023. | 2024.   |
| ---------- | ----- | ------- |
| Број људи: | 1833  | 1870    |
| Разлика:   |       | +2,01 % |

Према подацима о броју становника из 2024. године насеље је имало 1870 становника.